# GlobalSign
GlobalSign ist eine Zertifizierungsstelle (CA) und Anbieter von Identitätsdiensten, zertifiziert von WebTrust.
GlobalSign wurde 1996 gegründet und ist Teil der GMO CLOUD K.K. in Japan. Das Unternehmen bietet eine weite Auswahl an Lösungen für Identitätsdienste.

## Produkte & Dienste
GlobalSign ist Anbieter von Dienstleistungen rund um Public-Key-Infrastruktur (PKI) und Identity and Access Management. Die Dienste ermöglichen Kunden sichere E-Services zu erstellen, Mitarbeiter- und externe Identitäten zu managen und PKI-Einführungen für Benutzer und verschiedene Geräte zu automatisieren.
GlobalSigns Identity & Access Management Portfolio besteht aus Zugangskontrolle, Single Sign-On (SSO), Federation und Diensten zur Delegation.
Mit GlobalSigns PKI-Diensten können SSL-gesicherte Transaktionen durchgeführt werden, Daten übertragen, unveränderbaren Code verbreiten und Online-Identitäten für sichere E-Mail-Kommunikation und Zugangskontrolle schützen.
GlobalSigns PKI-Angebot schließt auch ein Trusted Root Programm ein. Hier werden trusted Public-Key-Infrastruktur-Projekte mit dem weit verbreiteten und vertrauten GlobalSign Root CA Zertifikat verlinkt, um die untergegliederte Root für Microsoft CAs oder interne CAs mit der CA Root zu verketten. Solche Verlinkungen bedeuten, dass nicht kommerzielle CAs Ihre eigene interne PKI kontrollieren können, und so SSL Zertifikate und digitale IDs ausstellen können.
GlobalSigns Dienste können für das Internet of Things (IoT) genutzt werden. Dafür muss für jedes Gerät eine Identität bereitgestellt werden, die verwaltet werden kann.
Das Unternehmen hat Büros in Europa, den USA und in Asien.

## Übernahme
2014 hat GlobalSign Ubisecure Solutions, Inc. (Helsinki) übernommen, ein privat geführtes Unternehmen, das Identity & Access Management Software entwickelt. Durch die Übernahme kann GlobalSign sich strategisch auf Identitätsdienste fokussieren.
Ubisecure ist ein Anbieter in Access Management & Federation. Ubisecures Zugangskontrolle, Single Sign-On (SSO), Federation und Delegation Dienste, werden von Regierungsorganisationen, Finanzinstituten und Unternehmen in Europa genutzt, und werden mit Hilfe von strategischen Partnern bereitgestellt.

## Mitgliedschaften und Auszeichnungen
GlobalSign ist Gründungsmitglied des CA/Browser Forum, einem freiwilligen Zusammenschluss von Zertifizierungsstellen sowie Anbietern von Browsern, Betriebssystemen und anderen PKI-Applikationen. Das Forum veröffentlicht Branchenrichtlinien, welche sich mit der Ausstellung und Verwaltung von X.509 v.3 Digitalen Zertifikaten beschäftigen.
GlobalSign ist Gründungsmitglied der Kantara Initiative und des Certificate Authority Security Council, einer Gruppe von verschiedenen Anbietern und Fürsprechern, um Standards für Internetsicherheit zu prüfen und bekannt zu machen und die Öffentlichkeit über Fragen der Internetsicherheit zu informieren.
GlobalSign ist seit 2001 von der Online Trust Authority (OTA) als Web Compliant ausgezeichnet.